# День святого Дмитра
День святого Дмитра — народно-християнське свято, день вшанування пам'яті великомученика Димитрія Солунського, що відзначають 26 жовтня.

## Символізм свята
За народними уявленнями святий Дмитро вже приносить зиму. З цього дня свійських тварин уже не вигонять на пасовиська. Господарі розплачуються з пастухами, а ті святкують закінчення сезону. 
Закінчується період сватання, адже скоро почнеться Пилипівка, а з нею припиняються і весілля.
Особливо шанується Дмитрівська субота перед днем пам'яті святого Димитрія, її ще називають родинною або дідовою суботою. Цього дня справляють осінні поминки померлик родичів, панахидою в церкві та обідом вдома. Існує повір'я, що в цю ніч на цвинтарі можна побачити тіні померлих, як вони встають із гробів і розходяться по хатах своїх родичів.